# BoNdS (芸能プロダクション)
BoNdS（ボンズ）は、東京都世田谷区に拠点を置く芸能プロダクション。2018年9月1日設立。代表は安隨泰宏。
俳優、女優を中心とした芸能プロダクション。安隨泰宏はある一本の映画を鑑賞したことにより人生が転換し上京。辻岡正人監督作品を中心に多岐に渡り映画の制作、宣伝、流通、配給、キャスティング、プロデュースなどに従事。その過程で多数の新人の俳優、女優のチャンスに恵まれない苦悩と葛藤を知り、2018年に公私ともに交流のある辻岡正人と共に「新人発掘&新人育成」「プロモーション&マネージメント」「自社製作作品」といった三大主柱をコンセプトに  「学べて出れる 芸能エンターテインメント学院 BoNdS」 を設立。辻岡正人、伊藤陽佑、のエージェントでもある。

## 所属俳優・タレント
※公式サイト掲載順
- 辻岡正人
- 伊藤陽佑
- 西村正和